# NGC 75
NGC 75 é uma galáxia lenticular (S0) localizada na direcção da constelação de Pisces. Possui uma declinação de +06° 26' 59" e uma ascensão recta de 0 horas, 19 minutos e 26,3 segundos.
A galáxia NGC 75 foi descoberta em 22 de Outubro de 1886 por Lewis A. Swift.